# Karnitin O-palmitoiltransferaza
Karnitin O-palmitoiltransferaza (EC 2.3.1.21, CPT, CPTo, spoljašna malonil-KoA inhibitabilna karnitinska palmitoiltransferaza, CPTi, CPT I (spoljašnja membranska karnitin palmitoilna transferaza), karnitinska palmitoiltransferaza I, karnitinska palmitoiltransferaza II, CPT-A, CPT-B, acilkarnitinska transferaza, karnitinska palmitoiltransferaza, karnitinska palmitoiltransferaza-A, L-karnitinska palmitoiltransferaza, palmitoilkarnitinska transferaza) je enzim sa sistematskim imenom palmitoil-KoA:L-karnitin O-palmitoiltransferaza. Ovaj enzim katalizuje sledeću hemijsku reakciju
palmitoil-KoA + L-karnitin {\displaystyle \rightleftharpoons } KoA + L-palmitoilkarnitin
Ovaj enzim ima široku specifičnost za acil grupe, u opsegu C8 do C18. Optimalni supstrat je palmitoil-KoA.

## Literatura
- Nicholas C. Price; Lewis Stevens (1999). Fundamentals of Enzymology: The Cell and Molecular Biology of Catalytic Proteins (Third изд.). USA: Oxford University Press. ISBN 019850229X.
- Eric J. Toone (2006). Advances in Enzymology and Related Areas of Molecular Biology, Protein Evolution (Volume 75 изд.). Wiley-Interscience. ISBN 0471205036.
- Branden C; Tooze J. Introduction to Protein Structure. New York, NY: Garland Publishing. ISBN 0-8153-2305-0.
- Irwin H. Segel. Enzyme Kinetics: Behavior and Analysis of Rapid Equilibrium and Steady-State Enzyme Systems (Book 44 изд.). Wiley Classics Library. ISBN 0471303097.

## Spoljašnje veze
- Carnitine+O-palmitoyltransferase на 